# 7 Camelopardalis
Désignations
7 Camelopardalis (en abrégé 7 Cam) est une étoile multiple de la constellation boréale de la Girafe. Elle est visible à l'œil nu avec une magnitude apparente combinée de 4,43. D'après la mesure de sa parallaxe annuelle par le satellite Hipparcos, le système est distant d'environ ∼ 370 a.l. (∼ 113 pc) de la Terre. Il se rapproche du Système solaire à une vitesse radiale d'environ −10 km/s.
Sa composante primaire, désignée 7 Cam A, est une binaire spectroscopique à raies simples avec une orbite circulaire d'une période de 3,88 jours, et de magnitude 4,49. Son étoile visible est une étoile blanche de la séquence principale de type spectral A1 V. Elle est 3,2 fois plus massive que le Soleil et elle tourne sur elle-même à une vitesse de rotation projetée de 40 km/s. L'étoile est 222 fois plus lumineuse que le Soleil et sa température de surface est de 9 226 K.
La composante 7 Cam B est une étoile de magnitude 7,90, qui a une solution orbitale avec la paire Aa/Ab qui donne une période de 284 ans et une excentricité élevée de 0,74. Cependant, Drummond (2014) a estimé que les données étaient discordantes et il a déterminé qu'il s'agissait d'une double optique sans association physique. Le quatrième membre du système, 7 Cam C, est une étoile de magnitude 11,30. En date de 2016, elle était située à une distance angulaire de 25,8 secondes d'arc et à une angle de position de 240° de l'étoile primaire. Elle partage un mouvement propre commun avec elle.